# Madona ze Žebráku
Madona ze Žebráku (kolem 1380) je plně plastická gotická dřevěná socha, dílo anonymního řezbáře označovaného jako Mistr Madony ze Žebráku, který působil ve stejné době jako Mistr Třeboňského oltáře a měl k němu blízko i svým uměleckým stylem. Socha zaujímá výjimečně závažné místo ve vývoji české plastiky konce 14. století a tvoří řezbářský protějšek k opukovým krásným madonám. Jako zápůjčka z farního kostela sv. Vavřince v Žebráku je vystavena v expozici středověkého umění Národní galerie v Praze.

## Popis a zařazení
Plně plastická dřevěná socha s vypracovanou zadní stranou, výška 135 cm. Polychromie a části vlasů a roušky Panny Marie pocházejí z pozdější doby.
Vysoká a štíhlá socha Panny Marie je silně prohnutá k pravému boku, na kterém nese nahého Ježíška. Její spodní šat je téměř zcela zakryt bohatě zřaseným pláštěm, v němž se ztrácí tělesné jádro sochy. Přes ramena má jakousi pelerínu, která vzadu sahá až k lýtkům a vpředu vytváří na břiše prohnutý vodorovný lem. Její cípy, přehozené přes ruce, vytvářejí dlouhé závěsy po stranách. Plášť na odlehčené levé straně tvoří střídavě se vychylující volné záhyby, z nichž poslední dosahuje až k zemi. Mariina rouška spadá na záda a vpředu je obloukem přetažená přes prsa. Vážná tvář Marie je vejčitého tvaru, s vysokým čelem, daleko od sebe posazenýma přivřenýma očima, našpulenými rty a malou bradou s náznakem podbradku. Ježíšek s překříženýma nohama opakuje schéma známé u starších soch 14. století (Madona ze Staroměstské radnice).
Horní část sochy má blízko ke kamenným plastikám svatovítské stavební huti a některými rysy připomíná Madonu ze Staroměstské radnice v Praze, zejména v řasení šatu na prsou. Protažením do výšky ztratila část tělesného objemu a zkrácením horní části těla se změnily proporce, které předznamenaly kánon krásného slohu. Zmnožení záhybů drapérie, které již nejsou vázány na tělesné jádro, dostává dekorativní ráz. V dolní části je drapérie lineárně stylizovaná a objevuje se v ní poprvé zvratný vlásničkový záhyb protažený k zemi, který je spolu s mísovitými záhyby ve středu těla typický pro pozdější sochy krásného slohu. Vlásničkový záhyb na straně volné nohy má původ v antikizujícím kontrapostu soch 13. století, který přivodil napínání řas na straně protilehlé k vysunutému boku. U Madony ze Žebráku původní smysl tohoto motivu vyprchal a plní již zcela formální funkci. Podobný vlásničkový záhyb drapérie měl i sv. Jan Evangelista z Třeboně předtím, než spodní část sochy zničila hniloba.
Nejbližší paralely lze nalézt v malbě Mistra Třeboňského oltáře, např. u sv. Markéty na deskovém obrazu Madona mezi sv. Bartolomějem a sv. Markétou (1390). Řasení pláště Madony je dosti volné a improvizované a provedení měkce neurčité. Madona ze Žebráku stojí na rozhraní sochařských stylů a představuje jeden z výchozích zdrojů, z nichž vyrostl krásný sloh. Historik umění Albert Kutal dokonce uvažoval, že Žebrácká madona mohla tvořit střed oltáře s malovanými křídly z dílny Mistra Třeboňského oltáře.
Díla Mistra Žebrácké madony se vyznačují složitou lineární organizací drapérie, měkce neurčitým zpracováním povrchu a pasivním klouzavým postojem jako postavy v deskových obrazech Mistra Třeboňského oltáře. Historik umění Jaromír Homolka spatřoval formální východisko Žebrácké madony ve skupině sedících madon 70. let (Madona z Bečova, Madona z Hrádku u Konopiště), které s ní spojuje malířskost pojetí a bohatost drapérie s táhlými, nízkými a stlačenými záhyby. Tyto rysy mají obě madony společné také např. s iluminacemi Evangeliáře Jana z Opavy z roku 1368. V modelaci tváře, která si podržela vznešenou vážnost předchozího období, byl sochař ovlivněn také svatovítskou stavební hutí Petra Parléře. Kutal zdůrazňoval blízkou příbuznost se slohově pokročilejší Madonou z Lávy, se kterou spojuje žebráckou madonu pohyb těla s nadměrně vysunutým bokem nad nosnou nohou i shodná modelace rukou a tváře.

### Jiná díla
- Sv. Jan Evangelista z augustiniánského kostela sv. Jiljí v Třeboni, Mistr Madony ze Žebráku
- Krucifix z augustiniánského kostela sv. Jiljí v Třeboni, Mistr Madony ze Žebráku
- Madona z Lávy (soukromý majetek, Rakousko)
- Madona z farního kostela v Kozojedech, Mistr Madony ze Žebráku – dílna
- Sv. Kateřina a Barbora z kostela sv. Tomáše, Mistr Madony ze Žebráku – dílna ?

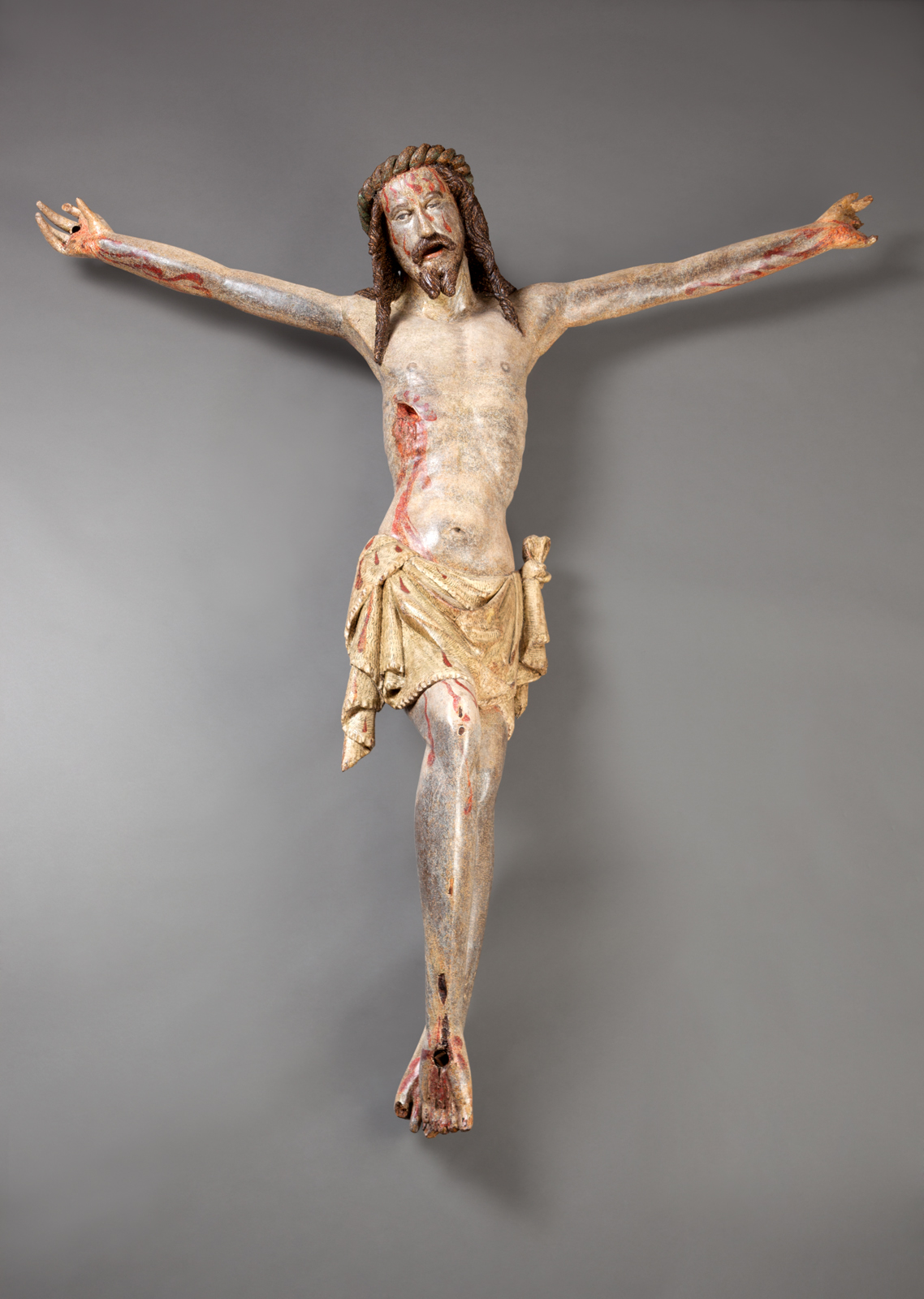
Ukřižovaný z Třeboně, Mistr Madony ze Žebráku, Alšova jihočeská galerie v Hluboké nad Vltavou
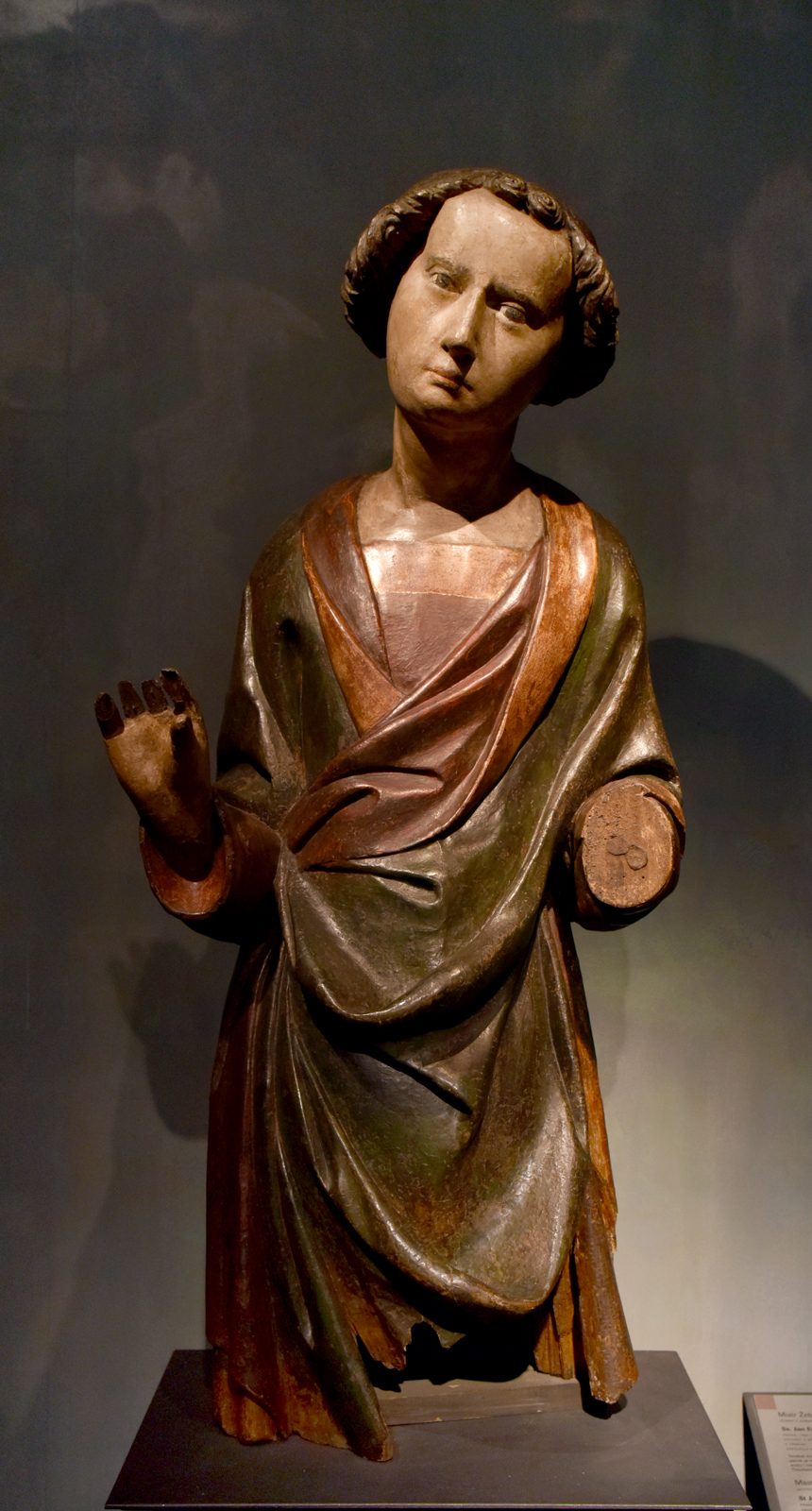
Sv. Jan Evangelista z Třeboně, Mistr Madony ze Žebráku (1380–1390), Národní galerie v Praze
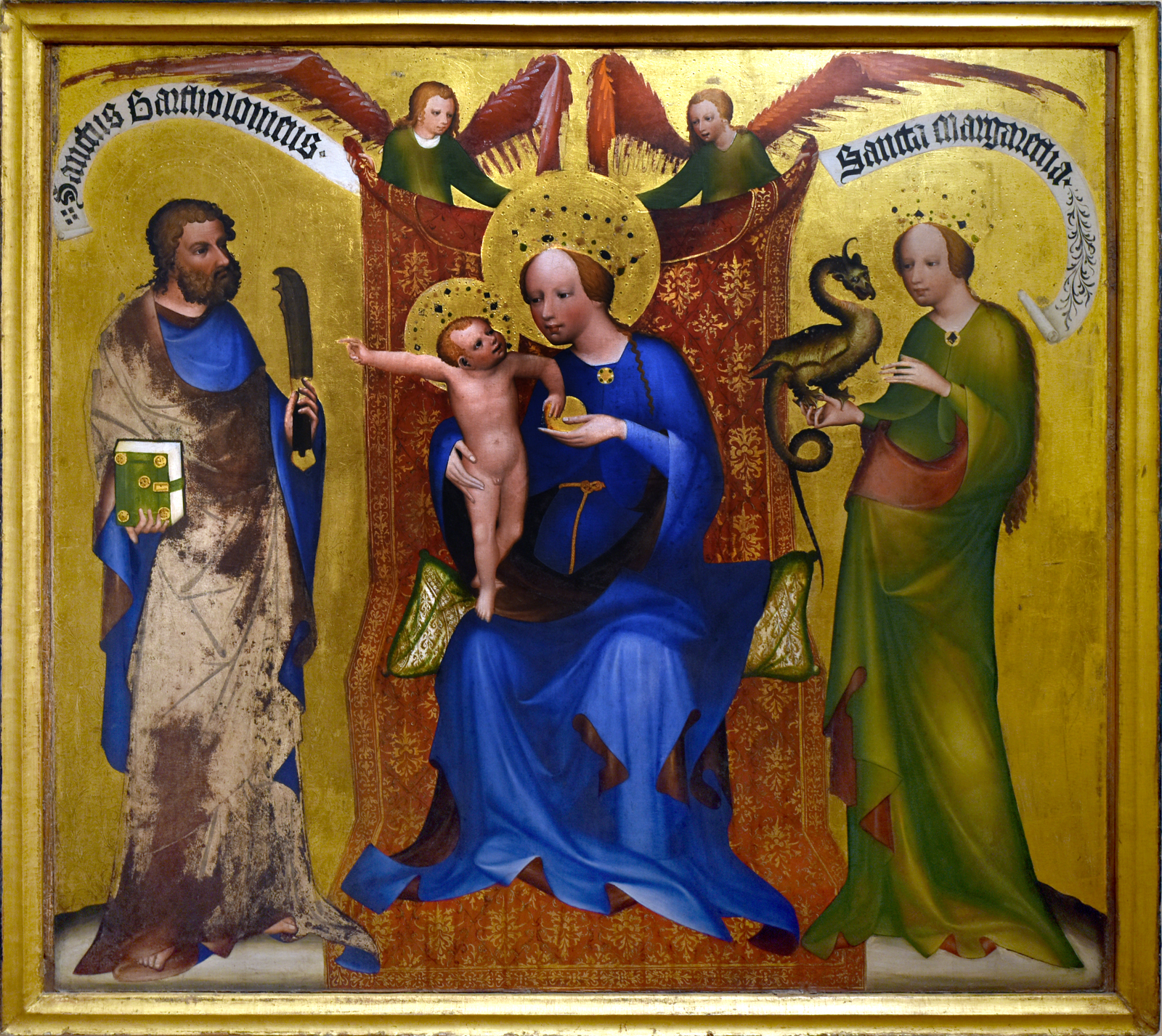
Madona mezi sv. Bartolomějem a sv. Markétou (kolem 1390), Alšova jihočeská galerie v Hluboké nad Vltavou